# District de Longwen
Le district de Longwen (龙文区 ; pinyin : Lóngwén Qū) est une subdivision administrative de la province du Fujian en Chine. Il est placé sous la juridiction de la ville-préfecture de Zhangzhou.